# Cârjoani, Vaslui
Cârjoani este un sat în comuna Pogana din județul Vaslui, Moldova, România.
 Acest articol despre o localitate din județul Vaslui este deocamdată un ciot. Puteți ajuta Wikipedia prin completarea lui.